# Niihama
Niihama (japanska: 新居浜市?, Niihama-shi) är en stad i den japanska prefekturen Ehime på den norra delen av ön Shikoku. Det är den befolkningsmässigt tredje största staden i prefekturen. Niihama fick stadsrättigheter 3 november 1937. Besshi koppargruva nära Besshiyama var en känd plats för utvinning av koppar. Denna gruva var i drift mellan 1691 och 1973. Besshiyama är belägen i den södra, bergiga delen av Niihama och slogs samman med staden den 1 april 2003, från att tidigare varit en del av distriktet Uma.

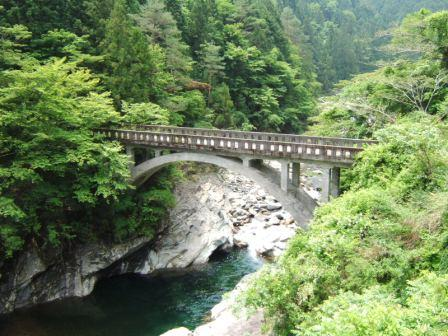
Douzanfloden vid Besshiyama, i de södra delarna av Niihama